# The Ugly Duckling and Me! (série de televisão)
The Ugly Duckling and Me!, (em dinamarquês Den grimme ælling og mig;  Putz! A Coisa tá feia, no Brasil e O Patinho feio e Eu em Portugal) é uma série de animação dinamarquesa em 3D  baseado na História O Patinho Feio,de Hans Christian Andersen. Conta a história de Feio,que adota Ratso, um rato como seu pai. Logo vão morar na Lagoa dos Patos,onde só vivem patas e galinhas.  E eles tem que se acostumar vivendo grandes aventuras e confusões.

## Sinopse
Desde pequeno Ratso, adota Feio, um patinho como o seu filho. Eles vão morar num espécie de Terrero para patas e galinhas. A Prefeita, Esmeralda só deixa Ratso e Feio morarem lá, apenas se Ratso trabalhar consertando coisas no Terrero. Logo, Feio vai para escola e Ratso se apaixona pela professora de Feio, a Daphne. Ratso sempre tenta ter um romance com Daphne que por sua vez não dá nenhuma atenção para o rato.

## Personagens
| Sinopse do Personagem |
| --- |
| Feio: O Protagonista da História ele é um patinho feio que adota Ratso como seu pai,é simpático e muito inteligente.                                                    |
| Ratso: Um rato bem esperto e malandro, que é "pai" de Feio. Ele adora jogar Golfe de Minhoca e é apaixonado por Daphne. Na maior parte do tempo, Ratso só come e dorme. |
| Daphne: A Professora de Feio, ela é uma pata bonita, Ratso é apaixonado por ela, mas ela não dá a mínima para ele, e apenas o considera uma amiga.                      |
| Emmy e Lou:São irmãos gêmeos,filhos de Daphne,e os melhores amigos de Feio.                                                                                             |
| Esmeralda: A Prefeita do Terreiro. Ela é uma pata muito grande e rabugenta, que não gosta de Ratso e sempre dá trabalho para ele fazer.                                 |
| Olga: A Assistente da Prefeita,ela e Ratso não se dão nada bem. |
| Canja,Sopa e Coxinha: Os Valentôes do terrero,eles adoram implicar com Feio,Emmy e Lou.                                                                                 |
| Wesley: Uma minhoca melhor amigo de Ratso,ele e Ratso,adoram brincar de Golfe de Minhoca.                                                                               |
| Clucky: A Galinha idosa do terrero. |
| Ovo: É um bicho que só vive dentro do Ovo,por isso o nome,A Ovo(pois ela é uma menina).                                                                                 |
| Fox: É um pequeno galo,só aparece na escola,mais não na História. |
| Tubarao: E um peixe que villians de Ratso, Ugly, Daphne, Emmy e Lou, Esmeralda, Olga, Canja, Sopa e Coxinha, Wesley, Clucky, Ovo.                                       |

## O filme
O filme chegou aos cinemas americanos no final de 2006. E Chegou ao Brasil no final de 2007. O filme já é bem diferente da série. A história começa quando Ratso está fugindo de uma rata muito perigosa que quer se casar com ele a força e fica o perseguindo. Ratso encontra um ovo e para entrar na Lagoa dos Patos, diz que o ovo é o seu filho.

## Elenco
- Kim Larney (Feio)
- Morgan C. Jones (Ratso / Frank)(Frank só aparece no filme.)
- Paul Tylack (Wesley)
- Anna Olson (Phyllis)(só aparece no filme).
- Barbara Bergin (Esmeralda)
- Michelle Read (Peep Olga)
- Hilary Cahill (Daphne)
- Hillary Kavanagh (Pox)
- Laurann Rabbitt (Lou)
- Aoife Murray (Emmy)
- Aileen Mythen (Jessie)
- Justin Gregg (Stan)
- Drew Lucas (Ernie)
- Danna Davis (Galinhas)
- Chris Wedge (Tubarao)
- Barry Hurmpries (Frankie so aparece no filme).

## Prêmios
Ganhou um prêmio na China International Cartoon e Digital de Festival de Arte. Destinados a um público familiar, é uma moderna adaptação de O patinho feio por Hans Christian Andersen. Foi dirigido por Michael Hegner e Karsten Kiilerich. O Yorkshire Post descreveu-a como uma "sensação boa" filme para a família audiências.